# Centre de détention de Saint-Sulpice-la-Pointe
Le centre de détention de Saint-Sulpice-la-Pointe est un centre de détention français situé dans le département du Tarn en région Occitanie. Ce centre pénitentiaire peut accueillir jusqu'à 102 détenus.